# Kalle Väisälä
Kalle Väisälä, bis 1906 Kalle Weisell, (* 19. August 1893 in Kontiolahti, Finnland; † 16. September 1968 in Helsinki) war ein finnischer Mathematiker und Pädagoge.

## Leben
Er wurde als jüngstes von acht Kindern des Johannes Weisell, Angestellter eines Sägewerks in Utra (heute Teil von Joensuu), und der Emma Birgitta Jääskeläinen geboren. Der Vater starb bereits 1904, und die Mutter, die 1906 die finnische Schreibweise des Familiennamens annahm, zog die fünf noch minderjährigen Kinder allein auf. Trotzdem konnten die drei jüngsten, Vilho, Yrjö und Kalle, die Universität besuchen und eine akademische Laufbahn einschlagen.

Väisälä (rechts) auf einer Gedenktafel

Kalle Väisälä studierte Mathematik an der Universität Helsinki. Er promovierte 1916 bei Ernst Lindelöf mit der Doktorarbeit Über die algebraisch auflösbaren Gleichungen fünften Grades. 1919 wurde er Professor der Mathematik an der Universität Tartu, 1921 an der Universität Turku und 1938 in Helsinki an der Universität und der Technischen Universität.
Väisälä verfasste eine Reihe von mathematischen Lehrbüchern, vor allem zur Algebra und Geometrie, die insgesamt eine Auflage von 800.000 Exemplaren erreichten.
Der Asteroid Kalle ist nach ihm benannt.

## Schriften (Auswahl)
- Verallgemeinerung des Begriffes der Dirichletschen Reihen, Mattiesen, Dorpat 1921
- Neuer Beweis des Fundamentalsatzes über die algebraische Auflösbarkeit der Gleichungen, deren Grad eine zusammengesetzte Zahl ist, Suomalainen Tiedeakatemia, Helsinki 1926